# سی‌اس‌اس همپتون
سی‌اس‌اس همپتون (به انگلیسی: CSS Hampton) یک کشتی بود که طول آن ۱۰۶ فوت (۳۲ متر) بود. این کشتی در سال ۱۸۶۲ ساخته شد.